# R4200
Az R4200 a MIPS Technologies, Inc. (MTI) által tervezett 64 bites mikroprocesszor, amely a MIPS III utasításkészlet-architektúrát (ISA) valósítja meg. A processzor, architektúrájából következően, visszafelé kompatibilis a korábbi 32 bites MIPS architektúra-verziókkal. Kódneve VRX vagy ICE volt a fejlesztési fázisban. A mikroprocesszort a NEC licencelte, ezután VR4200 néven gyártotta és forgalmazta. Az első VR4200, egy 80 MHz-es órajelű eszköz, 1993-ban került forgalomba. 1994-ben megjelent egy gyorsabb, 100 MHz-es változata.
Az R4200-t legalább részben kis fogyasztású Windows NT rendszerű számítógépekbe szánták, például személyi számítógépekbe és laptopokba,(pp468) állítólag „a Pentium processzor teljesítményét tizedáron” kínálva, mivel eredetileg egy 66 MHz-es Intel 486DX2 processzor teljesítményének kétszeresét kívánta nyújtani. A SPECint teljesítménytesztek eredményei szerint a mikroprocesszor fixpontos teljesítménye a P5-ös változatú Pentium mikroprocesszorénak mintegy 85%-a, lebegőpontos teljesítménye pedig a Pentium teljesítményének körülbelül a fele. Az előzetes hírek szerint a Nintendo „1995-ben várható új gépében” való alkalmazásra tervezett R4300i változatot végül valóban a széles körben népszerű Nintendo 64 videójáték-konzolban használták. Az R4200 végül nem került felhasználásra személyi számítógépekben, hanem helyzetét átértékelve beágyazott mikroprocesszorként kínálták a továbbiakban, és ezen a téren az R4600-zal versengett.

## Leírás
Az R4200 egy skalár kialakítású, öt fokozatú klasszikus RISC-futószalaggal rendelkező processzor. Figyelemre méltó jellemzője, hogy a lebegőpontos számok mantissza részében végzett aritmetikai műveletek végrehajtására a fixpontos (integer) adatutat használja, és a kitevőhöz külön adatutat használ. Ezt az elrendezést a költségek csökkentése miatt alkalmazták, mivel így csökkent a tranzisztorok száma, és ennek következtében a csip mérete és energiafogyasztása is. A lebegőpontos teljesítményre ugyan negatív hatással volt, de az R4200 tervezett alkalmazásai nem igényeltek magas lebegőpontos teljesítményt.
Az R4200-asnak egy 16 KiB-os utasítás-gyorsítótára és egy 8 KiB-os adat-gyorsítótára van. Mindkét gyorsítótár közvetlen leképezésű. Az utasítás-gyorsítótár sormérete 32 bájt, az adat-gyorsítótár sormérete pedig 16 bájt. Az adat-gyorsítótár visszaíró (write-back) írási stratégiát használ.
Az R4200 rendelkezik egy 32 bejegyzéses címfordító gyorsítótárral, (TLB, translation lookaside buffer) az adatok, és egy 4 bejegyzéses TLB-vel az utasítások elérése számára. A processzor 33 bites fizikai címet támogat. A rendszersín 64 bit széles és a belső órajel felén működik.
Az R4200 1,3 millió tranzisztort tartalmaz, lapkafelülete 81 mm2. A NEC az R4200-ast 600 nm-es CMOS folyamattal gyártotta, három rétegű fémezéssel. Tokozása 179 tűs CPGA volt, ami kompatibilis volt az R4x00PC és R4600 csipekkel, vagy egy 208 érintkezős PQFP (plastic quad flat pack, felületszerelhető négyszögletes műanyag kiszerelés). A csip tápfeszültsége 3,3 V, jellemző disszipációja 1,8 W és maximálisan 2 W 80 MHz-en.
A Pentiummal összehasonlítva, SPECint értékelése szerint a Pentium 64,5 százalékával szemben az R4200 55 százalékon állt. SPECfp értékelések szerint a Pentium 56, míg az R4200 30 százalékot ért el.

## R4300i
Az R4300i változatot az MTI beágyazott alkalmazásokhoz tervezte és 1995. április 17-én jelentette be. Ez az R4200 származéka. Az R4200-től abban különbözik, hogy továbbfejlesztett, alacsonyabb késleltetésű fixpontos (integer) szorzóegységgel rendelkezik és rendszersínjét 32 bit szélességűre korlátozták, a költségcsökkentés érdekében. A csip lapkafelülete 45 mm2 és 350 nm-es folyamattal gyártották. A multiplexelt cím- és adatvonalak alkalmazásával olcsó 120 tűs PQFP tokozásba szerelték. Tápfeszültsége 3,3 V, hőleadása 40 MHz-en (ami belsőleg 80 MHz) 1,5 W, 100 MHz-en 1,8 W és 133 MHz-en 2,2 W.
Az R4300i-t a NEC és Toshiba licencelte, és VR4300, illetve TX4300 néven hozta forgalomba. Mindkét cég 100- és 133 MHz-es változatokat kínált. A VR4300 „NUS-CPU” jelű származékát a NEC fejlesztette ki a Nintendo 64 játékkonzol számára, amely 93,75 MHz-es órajelen fut. Habár a Nintendo 64 fejlesztői kártyái a NEC VR4300 CPU-kat használták, a végleges CPU mégsem lett lábkompatibilis. A MIPS implementációnak ez az egyetlen felhasználása jelentős jogdíjakat eredményezett az MTI-nek, a NEC-nek nagy mennyiségű eladást, és a MIPS-et a legnagyobb volumenű vegyes 32/64 bites RISC ISA-változattá tette 1997-ben.[forrás?]
A NEC az R4300 két másik származékát is gyártotta az általános beágyazott piac számára, a VR4305-öt és a VR4310-et, amelyeket 1998. január 20-án mutattak be. A VR4310 100, 133 vagy 167 MHz-es órajelű változatokban volt elérhető. 250 nm-es eljárással gyártották és 120 tűs PQFP tokozásba szerelték.

## Fordítás
Ez a szócikk részben vagy egészben  a   R4200 című angol Wikipédia-szócikk ezen változatának fordításán alapul.  Az eredeti cikk szerkesztőit annak laptörténete sorolja fel. Ez a jelzés csupán a megfogalmazás eredetét és a szerzői jogokat jelzi, nem szolgál a cikkben szereplő információk forrásmegjelöléseként.